# Tokugawa Ieshige
Tokugawa Ieshige (徳川 家重?; Tokyo, 28 gennaio 1712 – 13 luglio 1761) è stato un militare giapponese.
Figlio di Tokugawa Yoshimune, fu il nono shōgun dello shogunato Tokugawa.
Della sua infanzia si sa poco; alla nascita, avvenuta nel quartiere Minato, gli fu dato il nome Nagatomimaru, e mostrò subito una salute instabile e gravi difetti di pronuncia. Cambiò il suo nome nella sua cerimonia di maturità (genpuku), nel 1725, e sposò la figlia del principe Kuninaga, appartenente al ramo cadetto Fushimi della famiglia imperiale.
La scelta da parte di suo padre Yoshimune di nominarlo erede dello shogunato destò numerose perplessità, in quanto in molti consideravano i fratelli di Yoshimune, Munetake e Munetada, molto più indicati a succedergli. Yoshimune tuttavia insistette nella sua decisione, e per evitare polemiche abdicò in favore di Ieshige nel 1745, anche se continuò ad amministrare lo stato attraverso il governo del chiostro fino alla sua morte, avvenuta nel 1751.
Ieshige si dimostrò in realtà poco interessato agli affari di stato, e lasciò gestire la politica al suo ciambellano Ooka Tadamitsu. Il governo di Ieshige affondò nella corruzione, mentre si verificarono diversi disastri naturali, in particolare carestie, alle quali il governo non seppe rispondere con prontezza ed efficacia. Nel 1760 abdicò in favore di suo figlio Ieharu, mentre il suo secondo figlio Shigeyoshi fondò la linea Shimizu del Gosankyo fondato da Yoshimune per affiancare il Gosanke.

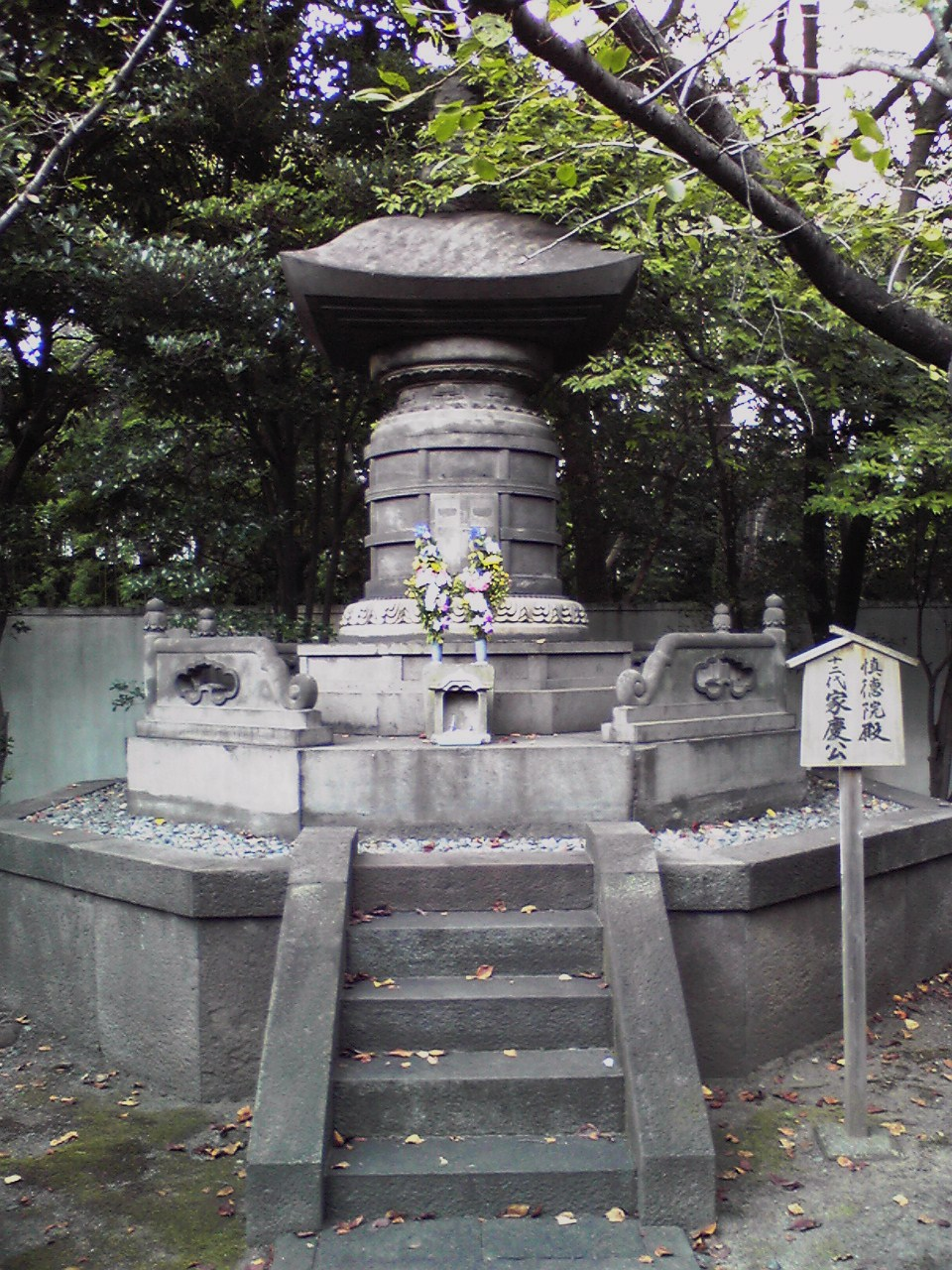
Monumento commemorativo a Zōjō-ji

Morì l'anno seguente, nel 1761; gli venne attribuito il nome postumo Junshinin, e fu sepolto nel mausoleo del clan nel tempio Zōjō-ji a Shiba, Edo. Tra il 1958 e il 1960, i suoi resti vennero riesumati e analizzati, e si osservò come i suoi denti fossero storti e deformi, confermando i racconti dei contemporanei sui suoi difetti di pronuncia; si scoprì inoltre che aveva gruppo sanguigno A.